# Сокирин

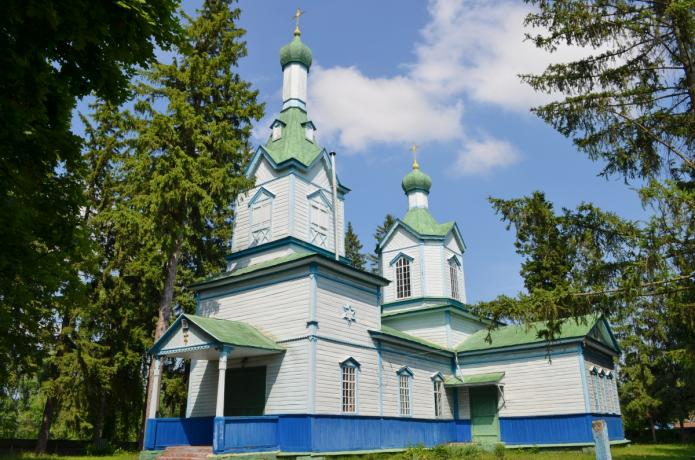
Деревянная Свято-Феодосиевская церковь

Сокирин (укр. Сокирин) — село в Козелецком районе Черниговской области Украины. Население 182 человека в 2001 году, 117 человек в 2014 году. Занимает площадь 1,804 км².
Код КОАТУУ: 7422089303. Почтовый индекс: 17081. Телефонный код: +380 4646.

## Власть
Орган местного самоуправления — Сыраевский сельский совет. Почтовый адрес: 17081, Черниговская обл., Козелецкий р-н, с. Сыраи, ул. Киевская, 44.